# Новосельская, Нина Николаевна
Новосельская Нина Николаевна (3 июня 1926 года — 11 июня 1987 года) — советский и российский художник-график, иллюстратор, мастер черно-белой и цветной линогравюры. Член Союза художников СССР. Представитель Петербургской-ленинградской школы графики. Известна как мастер большеформатной линогравюры и книжной иллюстрации.

## Биография
Нина Новосельская родилась 3 июня 1926 года в Ленинграде в семье Николая Марковича и Нины Федоровны Новосельских. Художников в семье не было, тяга к рисованию появилась сама собой и уже в 1936 году рисунки Нины были опубликованы в числе лучших работ юных дарований СССР. Нина часто болела и рисовала в постели. Училась в Средней Художественной школе при Академии художеств, закончить которую не позволила война. Семья не покинула блокадный Ленинград. Все 900 блокадных дней жили в осажденном городе. Нина продолжала учиться в единственном, оставшемся в городе художественном учебном заведении — Таврическом училище, (ныне — Санкт-Петербургское художественное училище имени Н. К. Рериха). Училась и работала, каждый день проделывая путь с Кирочной улицы до Военно-пересыльного пункта на Фонтанке 190 (пересечение с Гороховой улицей). Читая оставленные Ниной Николаевной записи, поражаешься, как она смогла преодолеть все лишения, голод, холод, постоянный страх за себя и близких, смерть. После войны поступила на графический факультет Академии художеств. Поступала три раза, каждый раз сдавая экзамены на одни пятерки, но поскольку она не фронтовик, её не брали. В Академии познакомилась со своим будущим мужем — Владимиром Ивановичем Сердюковым. В 1952 году родился сын — Николай. Окончив Академию с отличием, Нина Николаевна большую серию графических листов посвятила пережитой «блокаде Ленинграда». Серия получила первую премию на конкурсе молодых ленинградских художников, имела хорошую прессу, несколько листов из неё закупил Русский музей. Однако, судьба приготовила Нине Николаевне страшный сюрприз. В 1961 году художницу, ожидавшую на стоянке такси, сбил автомобиль «Победа». Последствия этой катастрофы сильно повлияли на дальнейшую жизнь Нины Николаевны, хотя она упорно и плодотворно работала почти до самой смерти в 1987 году от онкологического заболевания.

Всю блокаду жила в осажденном городе, работала и одновременно училась в Таврическом училище. В годы войны работала в военном госпитале, в военно-пересыльном пункте, на лесозаготовках, на строительных работах по восстановлению Ленинграда. После II мировой войны в 1949—1956 гг. училась на графическом факультете Академии художеств. Первой профессиональной работой художницы стала большая серия цветных линогравюр «Ленинград в блокаде» (1959—1960), в основу которой легли воспоминания о пережитой блокаде. В этих листах с пронзительной остротой и убедительностью передан образ осажденного города. В 1961 г. за серию «Ленинград в блокаде» Новосельская была удостоена I премии на конкурсе молодых ленинградских художников; 5 работ приобрел Русский музей. На выставке в Петропавловской крепости экспонировались произведения Новосельской 1944—1980-х гг. В их числе ранние работы художника, созданные в блокадном Ленинграде; серия «Ленинград в блокаде» (1959—1960 гг), серия гуашей «Моя семья в блокаду»(1985г).

## Семья
- Отец — Новосельский Николай Маркович (1897—1975) — защитил диссертацию на тему «Анализ статистико — экономических показателей жилого фонда»[2] (28 ноября 1946), написал книги: Наглядные пособия по курсу теории статистики, М. , Союзоргучет, 1938 г.[3]; Выборочное наблюдение, его применение в торговле[4]: Выборочное пособие по общему курсу статистики для студентов заочного обучения ЛИСТа им. Ф. Энгельса / Е. М. Новожилова; Редактор: Н. М. Новосельский; Ленинградский институт советской торговли им. Ф. Энгельса.
- Мать — Новосельская Нина Федоровна
- Сестра — Новосельская Ирина Николаевна — (30.01.1928-4.05.2006) — кандидат искусствоведения[5], член Редакционно-издательского совета Государственного Эрмитажа[6], научный сотрудник Отдела истории западноевропейского искусства Эрмитажа с 1966 года[7][8][9], доктора искусствоведения[10][11], секретарь партбюро Эрмитажа[12][13]
- Супруг — Сердюков Владимир Иванович (1924—2003) — советский и российский художник-график, мастер ксилографии и книжной графики, живописец, иллюстратор и реставратор ксилографии. Занимался книжной иллюстрацией и эстампом. Специализировался на ксилографии (гравюре на дереве). Основная тема в творчестве — Ленинградские пейзажи.
- Сын — Сердюков Николай Владимирович — советский и российский художник-график[14][15], мастер ксилографии и литографии, промышленный-дизайнер, педагог изобразительного искусства. Основатель и руководитель уникальных музеев печатной графики в которых каждый посетитель своими руками может напечатать гравюру на старинных станках, создать в мастер-классе монотипию, нарисовать литографию на настоящем литографском камне столетней давности. «Музей-мастерская старинных видов графики Печатня» в Невской куртине Петропавловской крепости, Санкт-Петербург (работавший 15 лет с 1997 по апрель 2012 г, закрытый дирекцией Петропавловской крепости) и «Музей-Печатня „Страницы истории печатного дела“»[16][17](действующий) в Историко-культурном комплексе Вятское имени Е. А. Анкудиновой, в Ярославской области.
- Внук — Cеpдюкoв Владимиp Hикoлaeвич.
- Внучка — Сердюкова Наталия Николаевна- художник-график[18][19], мастер черно-белой / цветной линогравюры и офорта, педагог печатной графики в Мастерской и школе печатной графики" в Санкт-Петербурге. Продолжает и развивает традиции печатной графики.

## Образование
- Средняя Художественная школа при Академии художеств (в настоящее время Санкт-Петербургский художественный лицей)
- Таврическое училище (в настоящее время Санкт-Петербургское художественное училище имени Н. К. Рериха)
- Академия художеств / Ленинградский институт живописи, скульптуры и архитектуры имени Репина, графический факультет (1949—1956) В 1956 получила Диплом с отличием, об окончании института. Дипломная работа — оформление и иллюстрации к книге Бориса Андреевич Лавренёва «Повести» оценка отлично. Руководитель ассистент.

## Темы творчества
Серия графических листов «Женщины нашего города» была создана в 1962—1963 годах — посвящена современницам Нины Николаевны. В 1965-67 годах листы, посвященные роли женщины в Великой Отечественной войне. Выразительнейший лист «Матери — сестры» предвосхитил известную картину Евсея Евсеевича Моисеенко написанную им в 1967 году. Листы «На защите любимого города», «На Пискаревке», «Мальчишки России» незаслуженно забыты. В 1967—1969 годах Нина Николаевна работала над «портретами мастеров искусств». Ею были созданы многочисленные эскизы углем, линогравюры «Людмила Зыкина», «Муслим Магомаев», «Вано Мурадели» и «Иосиф Кобзон». Следует отметить триптих «Память» (цветная линогравюра, 1975 год), портреты поэтов Цветаевой, Владимира Маяковского, Сергей Есенина, Александра Блока, Андрея Вознесенского (выполненные в технике цветной карандаш, 1982 год). Заключительным аккордом творчества мастера стала серия гуашей «Моя семья в блокаде». Нина Николаевна была очень сильным, активным, целеустремленным и необыкновенно талантливым человеком. Частица её таланта сохранилась для нас в её графических листах.

Монументальность, глубина и обобщенность образов являются основными чертами творческих художественных и графических работ Новосельской. Основными темами творческих работ являются: Блокада Ленинграда, Вторая мировая война, Дети войны, Послевоенное время, Жизнь и работа советских женщин, портреты известных деятелей искусства: поэты, певцы, композиторы, балерины, детские сказки.
- Блокада Ленинграда, жители блокадного Ленинграда[21][22][23];
- Вторая мировая война;
- Революция;
- Дети войны;
- Послевоенное время;
- Ленинград (Санкт-Петербург);
- Победа;
- Жизнь и работа советских женщин;
- Портреты известных деятелей искусства: поэты, певцы, композиторы, балерины;
- Детские сказки.

## Художественные работы

### Линогравюры

#### Чёрно-белые линогравюры
- Чёрно-белая линогравюра «Химики». 1964 г.
- Чёрно-белая линогравюра «Наши гости». 1964 г.
- Чёрно-белая линогравюра «Новый цех». 1964 г.
- Чёрно-белая линогравюра «На дорогах войны». 1967 г. (оттиск: 66,8х39,8 ; лист: 94х62,2)
- Чёрно-белая линогравюра «На льду». 1964 г. (оттиск: 72х42,5 см; лист: 84,5х61 см)
- Чёрно-белая линогравюра «Парад победы». 1970 г. (оттиск: 80х40 см; лист: **х** см)

#### Цветные линогравюры
- Цветная линогравюра «Курочка-ряба». 1960 г.
- Цветная линогравюра «Дежурная». 1960 г.
- Цветная линогравюра «Опять воздушная тревога». 1960 г.
- Цветная линогравюра «Ленинград в блокаде. На работу». 1941—1945 гг.
- Цветная линогравюра «Вечный огонь. Отцы». 1975 г. (62х79,8)
- Цветная линогравюра «Вечный огонь. Матери». 1975 г. (62х79,8)
- Цветная линогравюра «Вечный огонь. Дети». 1975 г. (61,5х80)
- Цветная линогравюра «Опять воздушная тревога». 1975 г. (52,2х36,5) Серия «Ленинград в блокаде».
- Цветная линогравюра «Занятия продолжались». 1960 г.. (41,8х55,8) Серия «Ленинград в блокаде».

### Литографии

#### Цветные литографии
- Цветная литография «Портрет Марины Цветаевой» 74 × 52 см (1980 г.) Совместная работа Сердюкова Николая Владимировича и Нины Николаевны Новосельской.

### Иллюстрации
- Оформление и иллюстрации к книге «Повести» Бориса Андреевич Лавренёва. Дипломная работа на графическом факультете в Академии художеств в 1956 году.
- Иллюстрации к повести «Враг рядом»[24] для среднего и старшего возраста. (1974) Автор: Семин Леонид Павлович.
- Иллюстрации к книге «Альбом для выпиливания» Худ. Н. Новосельская. Ред. Р. Максимова. Ленинград. Комбинат Графического Искусства. 1973 г.

## Награды
- В 1936 году рисунки Нины опубликованы в числе лучших работ юных дарований СССР.
- В 1961 году за серию «Ленинград в блокаде» удостоена I премии на конкурсе молодых ленинградских художников.

## Выставки
- Две выставки в Петербурге посвятили произведениям художников периода блокады Ленинграда Архивная копия от 21 июля 2018 на Wayback Machine Валентина Петрова, Александр Харшак, Владимир Сердюков, Нина Новосельская. 17 января 2018 году.
- Санкт-Петербургский Союз художников представляет традиционную выставку «Подвигу блокадного Ленинграда посвящается» Архивная копия от 23 марта 2018 на Wayback Machine 15 января 2018 г.
- Выставка «Подвигу блокадного Ленинграда посвящается» Архивная копия от 12 января 2021 на Wayback Machine 17 — 28 января 2017 года.
- Выставка «Ленинград не сдается!» «Мордовский республиканский музей изобразительных искусств им. С. Д. Эрьзи» г. Саранск, ул. Коммунистическая, 61. 14 мая 2017 г)
- В Выставочном центре петербургского Союза художников открылась выставка «Подвигу блокадного Ленинграда посвящается» Архивная копия от 13 января 2021 на Wayback Machine 21.01.2016 году.
- Художественная выставка «Петербургский стиль» Архивная копия от 1 декабря 2020 на Wayback Machine в Кирилло-Белозерском музее-заповеднике представлено 33 работы художника разных лет (Совместная выставка семьи художников: В. Н. Сердюкова, Н. Н. Новосельской и Н. Н. Сердюковой)[25].
- Выставка «Озарённые светом Победы» к 70-летию Победы в Великой Отечественной войне (Рязанский художественный музей) (На выставке представлено несколько работ художника) 16 апреля 2015 г.
- Выставка «Мы из блокады» Угличский государственный историко-архитектурный и художественный музей. Ярославская область, г. Углич, Кремль. — c 14 ноября 2014 по 12 мая 2015 г.
- Выставка-инсталляция в память о Великой Победе «Дерзкая музыка линогравюры. Строгость и страсть» в рамках ежегодных художественных выставок и экспозиций организуемых в Санкт-Петербургским Союзом художников. Выставка-инсталляция организована искусствоведом Владимиром Васильевым 6-10 июня 2012 г.
- Выставка всех 11 листов цветных линогравюр серии «Ленинград в блокаде» (1960—1961 гг.) в музее городской скульптуры, Санкт-Петербург. 24 января 2014 г.
- Мы из блокады. Государственный музей истории Санкт-Петербурга Архивная копия от 18 июля 2019 на Wayback Machine выставка c 20 января по 4 марта 2005 г.

## Художественные работы в коллекциях музеев
Художественные работы Нины Новосельской находятсяв фондах многих государственных музеев России и частных коллекциях:
- В собрании Рыбинского государственного историко-архитектурного и художественного музея-заповедника:
  - Линогравюра «Дежурная». Новосельская Н. Н. 1960 г.
  - Линогравюра «Химики». Новосельская Н. Н. 1964 г.
  - Линогравюра «Наши гости». Новосельская Н. Н. 1964 г.
  - Линогравюра «Новый цех». Новосельская Н. Н. 1964 г.
  - Линогравюра «Опять воздушная тревога». Новосельская Н. Н.  1960 г.
  - Линогравюра «Ленинград в блокаде. На работу». Новосельская Н. Н. Архивная копия от 16 июня 2021 на Wayback Machine 1941—1945 гг.
- В собрании Музея политической истории России:
  - Линогравюра «Вечный огонь. Отцы». Новосельская Н. Н. Архивная копия от 25 ноября 2020 на Wayback Machine 1975 г. (62х79,8)
  - Линогравюра «Вечный огонь. Матери». Новосельская Н. Н. Архивная копия от 30 ноября 2020 на Wayback Machine 1975 г. (62х79,8)
  - Линогравюра «Вечный огонь. Дети». Новосельская Н. Н.  Архивная копия от 25 февраля 2021 на Wayback Machine 1975 г. (61,5х80)
  - Линогравюра «Опять воздушная тревога». Новосельская Н. Н. 1975 г. (52,2х36,5) Серия «Ленинград в блокаде».
  - Линогравюра «На дорогах войны». Новосельская Н.Н 1967 г. (оттиск: 66,8х39,8 ; лист: 94х62,2) с выставки «Память 2020»
  - Линогравюра «Занятия продолжались». Новосельская Н. Н. 1960 г.. (41,8х55,8) Серия «Ленинград в блокаде».
- Государственный Эрмитаж — музей изобразительного и декоративно-прикладного искусства, Россия, г. Санкт-Петербург.
- Государственный Русский музей, Россия, г. Санкт-Петербург.
- Государственный Музей Городской Скульптуры, Россия, г. Санкт-Петербург, Невский проспект, д.179/2, лит. «А»
- Российская национальная библиотека, Россия, г. Санкт-Петербург.
- Музей обороны и блокады Ленинграда, Россия, г. Санкт-Петербург.
- Историко-этнографический музей-заповедник "Шушенское. Россия, Красноярский край, Шушенское, ул. Новая 1
- Красноярский государственный художественный музей им. В. Сурикова, Россия, г. Красноярск, ул. Парижской Коммуны ул., 20а.
- Угличский государственный историко-архитектурный и художественный музей, , Россия, Ярославская область, г. Углич, Кремль.
- Музей изобразительных искусств г. Комсомольска-на-Амуре, Россия, г. Комсомольска-на-Амуре, проспект Мира, 16
- Рыбинский музей-заповедник, коллекции
- Чувашский государственный художественный музей.
- Музей-печатня «Страницы истории печатного дела» в  Историко-культурном комплексе «Вятское» имени Е. А. Анкудиновой.